# 米倉 (印尼)
米倉（印尼語：Segedong；客家話：Mi-chong）是印度尼西亞西加里曼丹省喃吧哇縣下轄的一個鎮。

## 地理
米倉位於喃吧哇縣南部，東接古烏拉雅縣瓜拉萬律鎮，西臨卡里馬塔海峽，西北與松柏港鎮相鄰，南連榮戛鎮，北鄰萬那縣東萬律鎮。

## 行政區劃
米倉是由榮戛鎮於2007年劃分的鎮，目前轄有6個村：
1. Desa Parit Bugis
2. Desa Peniti Besar
3. Desa Peniti Dalam I
4. Desa Peniti Dalam II
5. 雙溪武隆村
6. 淡水港村

## 人口
米倉總人口26,358人，其中淡水港村為人口最多，而雙溪武隆村為人口最少。